# Прадела (Бреша)
Прадела је насеље у Италији у округу Бреша, региону Ломбардија.
Према процени из 2011. у насељу је живело 37 становника. Насеље се налази на надморској висини од 132 м.